# San Felipe Neri (Crevillente)
San Felipe Neri es una localidad española de la provincia de Alicante en la Comunidad Valenciana perteneciente al municipio de Crevillente desde su anexión en 1884, cuando perdió su Ayuntamiento. Está situada a unos 6 km al sur de la capital del municipio, colindando con Catral. Según los datos del INE de 2014, cuenta con una población de 417 habitantes.

## Historia
La Real Villa de San Felipe Neri o San Felipe Neri es una localidad perteneciente a la comarca del Bajo Vinalopo fundada en el año 1732 por el rey Felipe V de Borbón por mediación del Cardenal Luis Antonio de Belluga y Moncada, quien concedió al lugar el título de Real Villa. Este título supuso la concesión por parte del monarca de franquicias e inmunidades, una feligresía propia y ayuntamiento; también se estableció un escudo de armas propio y una bandera, todavía vigentes en la actualidad, de acuerdo al Consejo de Heráldica de la Generalidad Valenciana. En 1884 fue agregado al ayuntamiento de Crevillente, sin perder el título de Villa Real que ostenta.

## Geografía humana

### Demografía
| Gráfica de evolución demográfica de San Felipe Neri entre 1842 y 1877 |
| |
| Población de derecho según los censos de población del INE Población de hecho según los censos de población del INEEntre el censo de 1887 y el anterior, este municipio desaparece porque se integra en el municipio 03059 (Crevillente) |

## Cultura

### Monumentos
Existen varios monumentos en la villa, pero el más reconocible es el edificio de la iglesia parroquial, la cual fue mandada construir por el Cardenal Belluga en el año 1735, siendo el primer sacerdote en ejercer su oficio Josep Ortín. Esta iglesia cuenta con una nave central y dos laterales, cúpula, campanario y diversas antigüedades artísticas conservadas en el interior. Otro monumento a destacar sería el Mojón de la plaza de la Villa Real, un monumento lítico en el cual se hace homenaje a la Real Villa de San Felipe Neri en el siglo XVIII.

### Fiestas
Existen diversas celebraciones en San Felipe Neri, pero sus fiestas mayores son las celebradas el día 26 de mayo, la festividad de san Felipe Neri, donde se exhiben carrozas, bailes, pregón, paellas, cena de sobaquillo, desfiles, y demás. Otras celebraciones a destacar son las fiestas navideñas, la patrona Virgen del Rosario, Semana Santa y el día del Corpus, entre otras.